# آنا بليغ
آنا بليغ (بالإنجليزية: Anna Bligh) (و. 1960 – م)هي سياسية من أستراليا . تولت منصب عضو المجلس التشريعي ولاية كوينزلاند (15 يوليو 1995–30 مارس 2012) .
وهي عضوة في حزب العمال الأسترالي .

## التعليم
تعلمت في جامعة كوينزلاند.